# Делюган, Роман
Роман Делюган (нем. Roman Delugan; род. 1963, Мерано) — австрийский архитектор.
Окончил Венский университет прикладного искусства у Вильгельма Хольцбауэра. В 1984—1985 годах работал в рамках исследовательского проекта Фридриха Ахляйтнера «Архитектура XX века в Австрии». С 1990 года работает как архитектор и дизайнер совместно со своей женой, Эльке Делюган-Майссль, в 1993 году они основали собственное архитектурное бюро.
Работы Делюгана и Делюган-Майссль — главным образом, жилые комплексы в Вене, в которых архитекторы «пытаются создать архитектуру, откликающуюся на движение тела, внести динамику в свои неподвижные создания». Их творчеству посвящены обзорная книга швейцарских искусствоведов Р. Темеля и Л. Вехтер-Бём и изданный в 2006 году альбом.
Делюган и Делюган-Майссль удостоены ряда премий, в том числе российской Архитектурной премии за новаторство в интерьере жилых зданий (2007, проект пентхауса House Ray 1 в Вене).